# Довлатов (филм)
Довлатов је руски биографски филм о писцу Сергеју Довлатову. Филм чију режију потписује Алексеј Герман премијерно је приказан на Берлинском филм фестивалу 2018. гдје је освојио Сребреног медведа за изванредан умјетнички допринос.  
У Србији филм је први пут приказан 23. априла 2018. године.

## Радња
Филм приказује неколико дана у животу писца Сергеја Довлатова у Лењинграду раних 1970, уочи емиграције његовог пријатеља, будућег добитника Нобелове награде Јосифа Бродског. Сергеј Довлатов се бори да сачува свој таленат и достојанство док гледа како држава уништава уметнике. Довлатовпоглед на свијет је даљи од граница тадашњег Совјетског Савеза, због чега службени медији одбијају његов рукопис и означавају га као непожељног. Кроз филм се упознајемо са приватним животом писца - односом са бившом супругом Еленом и кћерком Катјом.

## Продукција
Филм је настао као руско-српско-пољска копродукција. Филм је копродуцирала београдска кућа Арт & попкорн и Мирослав Могоровић.

## Улоге
| Глумац            | Улога                     |
| ----------------- | ------------------------- |
| Милан Марић       | Сергеј Довлатов           |
| Данила Козловскиј | Давид                     |
| Хелена Сујецка    | Елена Довлатова (супруга) |
| Ева Хер           | Катја Довлатова (кћер)    |
| Елена Љадова      | млади уредник             |
| Артур Бесчасниј   | Јосиф Бродски             |
| Антон Шагин       | Антон Кузњецов            |
| Игор Митјушкин    | Шолом Шварц               |
| Тамара Огањесјан  | Нора Довлатов (мајка)     |

## Награде
- Награда независног жирија за Берлинер Моргенпост на Берлинском филмском фестивалу 2018.[5]
- „Сребрни медвед” за изванредна достигнућа у области кинематографије - продуценткиња Елена Окопнаија[6]
- Награда "Златни орао" за 2018. годину у номинацији за најбољу глумицу у споредној улози[7]
- Награда „Ник” за 2019. годину у номинацији „Најбоље умјетничко дјело”[8]
- Европска звијезда у успону Милану Марићу за улогу у филму[9]